# Чилийска морска котка
Чилийската морска котка (Arctocephalus philippii) е вид бозайник от семейство Ушати тюлени (Otariidae). Видът е почти застрашен от изчезване.

## Разпространение
Разпространен е в Чили (Хуан Фернандес).